# Trinidad és Tobago szigetei
Trinidad és Tobago egy szigetország a Karib-tengerben.

## Főszigetek
- Trinidad, az ország legnagyobb szigete
- Tobago

## Bocas-szigetek
A Bocas-szigetek Trinidad és Venezuela között, a Bocas del Dragónban találhatók. 
- Chacachacare
- Monos
- Huevos
- Gaspar Grande
- Gasparillo-sziget
- Parasol Rocks
- Cabresse-sziget

## Öt sziget

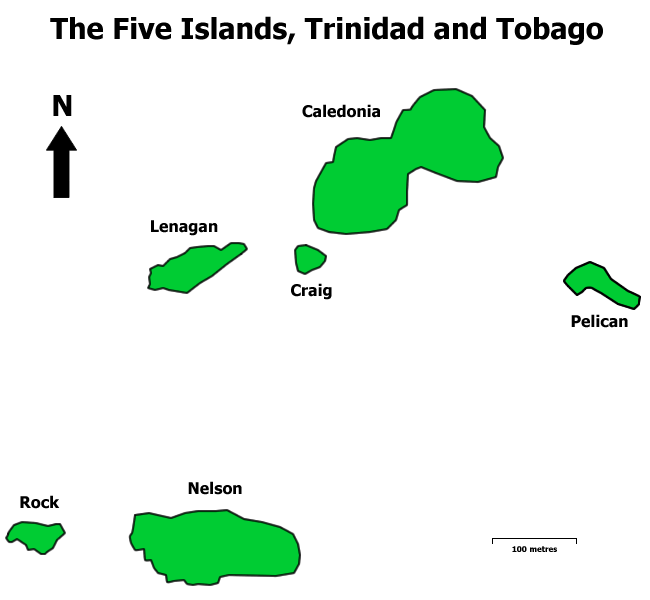
Az "öt sziget"

Az "öt sziget" valójában hat sziget, ám egy ezek közül emberkéz alkotta. 
Ezek a szigetek Port of Spain-től nyugatra, a Paria-öbölben találhatók.
- Caledonia-sziget
- Craig-sziget
- Lenagan-sziget
- Nelson-sziget
- Pelican-sziget
- Rock-sziget

## San Diego-szigetek
- Cronstadt
- Carrera, egy börtönsziget

## Más szigetek a Paria-öbölben
- Faralon Rock
- Soldado Rock

## Trinidad északi partjánál
- Saut d'Eau

## Külső területeken
- Little Tobago
- St. Gilles-sziget
- Goat-sziget
- Sisters' Rock

## Fordítás
- Ez a szócikk részben vagy egészben  az   Islands of Trinidad and Tobago című angol Wikipédia-szócikk ezen változatának fordításán alapul.  Az eredeti cikk szerkesztőit annak laptörténete sorolja fel. Ez a jelzés csupán a megfogalmazás eredetét és a szerzői jogokat jelzi, nem szolgál a cikkben szereplő információk forrásmegjelöléseként.